# Micraeschus
Micraeschus is een geslacht van vlinders van de familie Uilen (Noctuidae), uit de onderfamilie Acontiinae.

## Soorten
- M. albinellus Hampson, 1896
- M. costisecta Warren, 1913
- M. croceicincta Hampson, 1903
- M. curvifascia Warren, 1913
- M. elataria Walker, 1861
- M. elegans Berio, 1959
- M. lutefascialis Leech, 1889
- M. prolectus Turner, 1908
- M. rosellus Hampson, 1893
- M. rufipallens Warren, 1913
- M. terminipuncta Wileman & South, 1916